# منتخب السعودية لهوكي الجليد
منتخب السعودية لهوكي الجليد (التسمية الرسمية:Saudi Arabia men's national ice hockey team) ، هي لعبة هوكي الجليد للرجال.

## تاريخ المشاركات
شارك السعودية في بطولة كأس الخليج العربي لهوكي الجليد للمرة الأولى سنة 2010 ، والتي أستضافت دولة الكويت ، وشاركت في دوري المجموعات، وقد احتل السعودية للمرتبة الثالثة .

## مشاركات دولية
- بطولة كأس الخليج العربي لهوكي الجليد، احتل الترتيب الثالث.